# Згорнє Гамельне
Згорнє Гамельне (словен. Zgornje Gameljne) — поселення в общині Любляна, Осреднєсловенський регіон, Словенія. Висота над рівнем моря: 313,5 м.